# Treibscheibenförderung

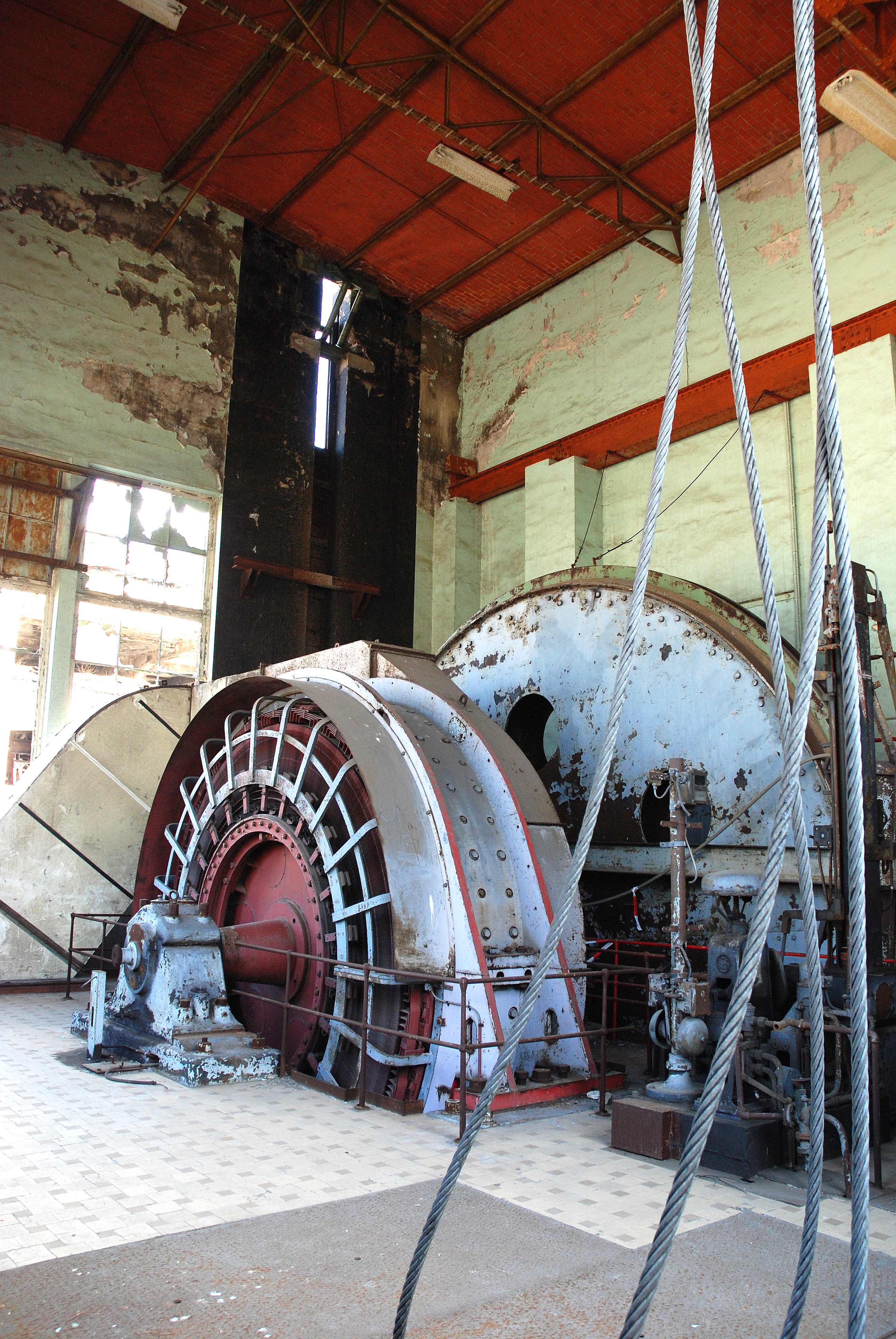
Treibscheibenfördermaschine Seitenansicht

Die Treibscheibenförderung (auch Koepeförderung) ist eine Form einer Schachtförderanlage, bei der eine Treibscheibe als Seilträger benutzt wird, sie wird nach ihrem Erfinder Carl Friedrich Koepe auch Koepe-Förderung genannt.

## Geschichte
Aufgrund der Zunahme der Fördertiefen und der Lastmengen stieß die konventionelle Trommelförderung Mitte des 19. Jahrhunderts an ihre sicherheitstechnischen und wirtschaftlichen Grenzen. Insbesondere das Seilgewicht machte sich störend bemerkbar. Bedingt dadurch wurden die Trommelfördermaschinen immer größer und schwerer. Der deutsche Bergbauingenieur Carl Friedrich Koepe löste dieses Problem mit der nach ihm benannten Treibscheibe, welche er sich 1877 patentieren ließ. Die erste gebaute Treibscheibe wurde auf der Zeche Hannover eingesetzt und hatte einen Durchmesser von 7,3 Metern. Sie diente gleichzeitig als Schwungrad einer Einzylinderdampfmaschine. An der Seite der Treibscheibe befand sich ein Kranz aus Eichenholz, in welchem eine Seilnut eingearbeitet war, die der Führung des Förderseils und der besseren Seilhaftung diente. Aufgrund ihrer Vorzüge wurde sehr bald die technische Fachwelt auf diese Art der Schachtförderung aufmerksam. Bereits Anfang des 20. Jahrhunderts war der Maschineninspektor Baumann der Ansicht, dass die Treibscheibenförderung mit gefütterter Treibscheibe für alle Teufen möglich ist.

## Aufbau und Funktion

Treibscheibenförderung

Charakteristisch für die Treibscheibenförderung ist die Verwendung nur eines Seiles. Hierbei wird das Förderseil über die Treibscheibe (Koepescheibe) zu den Förderkörben, welche am Förderseil hängen, geführt. Die Kraftübertragung von der Treibscheibe auf das Förderseil erfolgt dabei nur durch Reibschluss. Mit zunehmender Teufe kommt das Eigengewicht des Oberseiles immer mehr zur Geltung. Zum Ausgleich des Seilgewichtes muss unter den Körben ein Unterseil angebracht sein. Ohne dieses würde das Oberseil durch das Eigengewicht auf der Treibscheibe rutschen. Aufgrund der unterschiedlichen Belastung in den beiden Trumen kommt es dennoch auf der Treibscheibe zum Seilwandern. Wird nur ein Förderkorb verwendet (Großkorb oder bei geringen Schachtquerschnitten), muss zum Ausgleich des Korbgewichtes ein Gegengewicht (Kontergewicht) vorhanden sein, welches man lang, aber schmal gestalten kann. Das Gegengewicht wird dabei so dimensioniert, dass es das Gewicht des Förderkorbes und das Gewicht der halben Nutzlast kompensiert. Bei größeren Teufen findet immer mehr die Mehrseiltechnik, mit bis zu acht Förderseilen Anwendung. Hierbei können, bedingt durch die Lastaufteilung, dünnere Förderseile und kleinere Seilträger verwendet werden. Da dünnere Seile flexibler als dicke Seile sind, bietet die Mehrseiltechnik auch eine höhere Sicherheit gegenüber Seilbruch. Treibscheibenförderungen werden sowohl als Flurfördermaschinen als auch als Turmfördermaschinen ausgeführt. Damit der Korb während des Treibens nicht stark schaukelt und dadurch ins Trudeln gerät, muss er im Schacht geführt werden. Hierzu gibt es die drei Methoden Spurlattenführung, Seilführung und Eckführung.

### Spannungsverhältnisse im Förderseil
Das Förderseil unterliegt bei jedem Förderzug einer schwellenden Spannungsbeanspruchung. Die kritische Stelle ist hierbei die Verbindung zwischen Oberseil und Unterseil mit dem Förderkorb, der sogenannte Seileinband. Bei der Treibscheibenförderung wird der Seileinband aufgrund des Gewichtes des Unterseils stärker belastet als bei der Trommelförderung.

## Einschränkungen

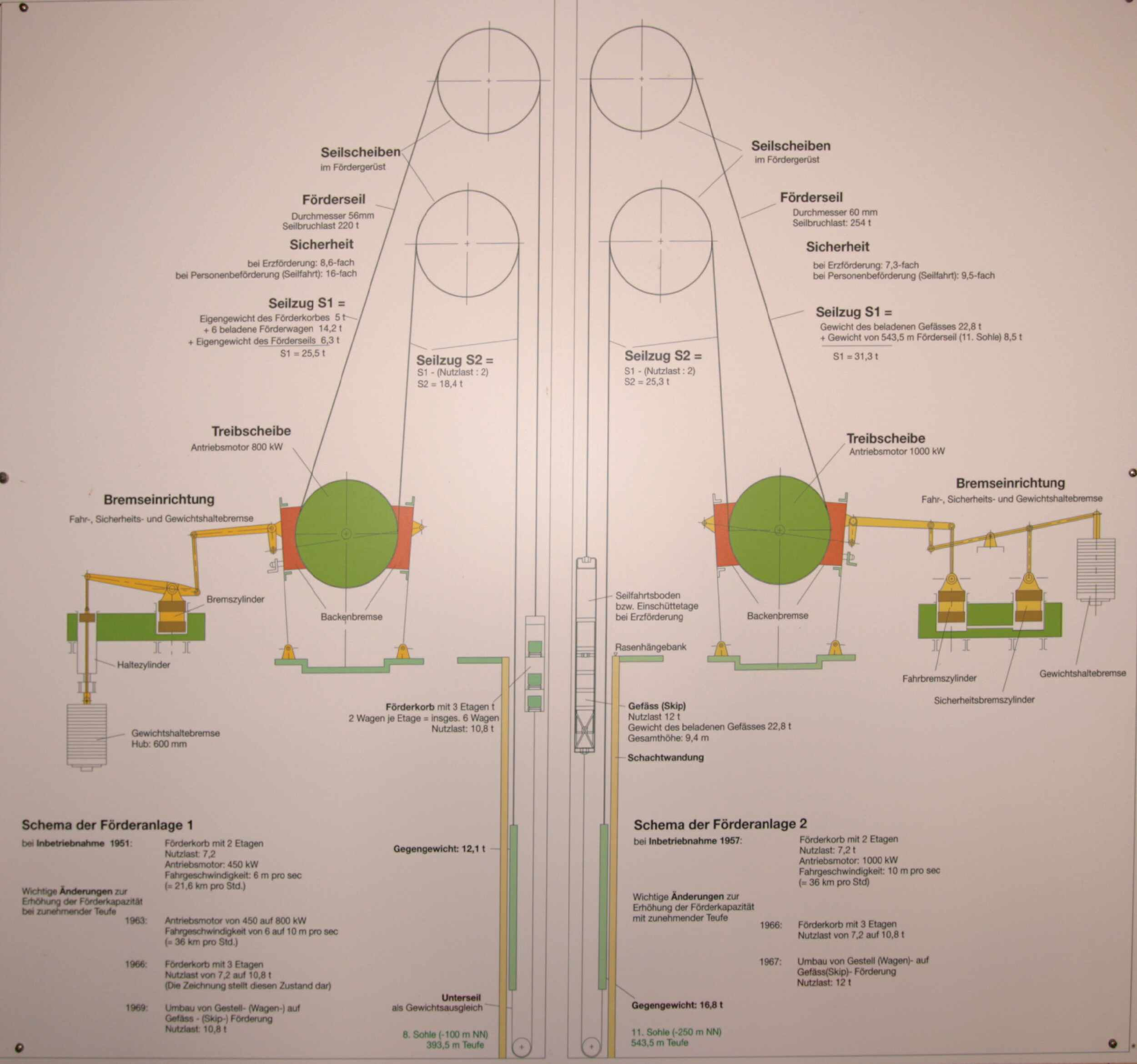
Prinzip der Treibscheibenförderung

Ein wirtschaftlicher Betrieb ist mit einfachen Treibscheibenförderanlagen bei Teufen von bis zu 1600 Metern möglich. Wird diese Grenzteufe überschritten, ist ein wirtschaftlicher Betrieb nur mit Trommelförderungen oder Mehrseilförderung möglich. Der Grund dafür liegt im großen Gewicht des Unterseils. Bedingt durch das Gewicht des Unterseils steigen die Schwellspannungen im Oberseil mit größerer Teufe schnell an. Eine steigende Schwellspannung führt bei hohem Gesamtspannungsniveau zu einer rapiden Verkürzung der Seillebensdauer. Die Möglichkeit der Nutzlastreduzierung ist zwar gegeben, führt aber zu einer starken Nutzungseinschränkung der Förderanlage. Aus diesem Grund ist die Treibscheibenförderung für sehr große Teufen nur sehr eingeschränkt geeignet. Aber auch für Teufen mit weniger als 250 Meter ist die Treibscheibenförderung unter bestimmten Umständen eine schlechte Variante. Dies liegt daran, dass aufgrund des geringeren Seilgewichtes die Reibkräfte auf der Treibscheibe kleiner werden. Um das geringere Seilgewicht auszugleichen, müssen die Gewichte der Fördermittel entsprechend erhöht werden.

## Vor- und Nachteile
Bei der Treibscheibenförderung gibt es sowohl Vorteile als auch Nachteile. Von großem Vorteil ist die Schonung des Seiles. Dies liegt daran, dass das Förderseil nicht abgelenkt werden muss. Ein weiterer Vorteil bei der Treibscheibenförderung ist der geringere Platzbedarf der Fördermaschine. Auch ist, bedingt durch das Durchrutschen des Förderseils beim Aufsitzen des Förderkorbes, eine große Betriebssicherheit gewährleistet. Hinzu kommt der geringe Leistungsbedarf der Fördermaschine (energietechnisch günstig), denn es muss nur die Differenz zwischen Fördergut und Gegengewicht bewegt werden. Ein Nachteil bei der Treibscheibenförderung ist das Rutschen des Förderseiles auf der Treibscheibe. Dies kann zum Verstellen des Teufenzeigers führen. Ein weiterer Nachteil dieser Bauart ist, dass mit zwei Körben immer nur von einer Sohle gefördert werden kann oder nicht gleichzeitig beschickt werden kann. Nachteilig ist auch, dass bei einem Seilbruch beide Fördergefäße in den Schacht stürzen, so sie denn nicht durch eine Fangvorrichtung abgefangen werden können.